# Kenjiro Shoda
Kenjiro Shoda (japonès: 正田 建次郎, Shōda Kenjirō) (Tatebayashi, 25 de febrer de 1902 – Ashikaga, 20 de març de 1977) va ser un matemàtic japonès.

## Vida i Obra

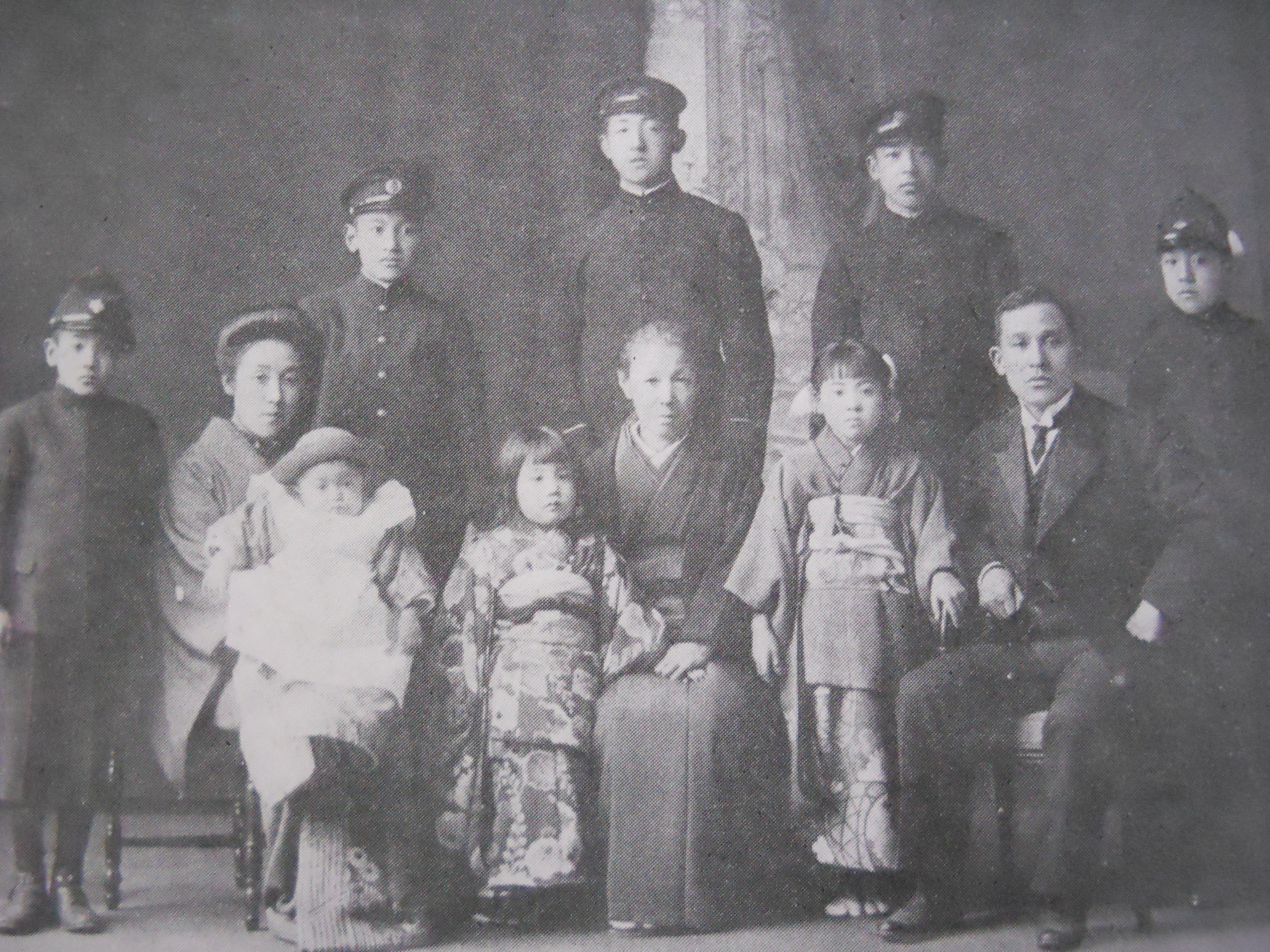
La família Shoda el 1914; Kenjiro deu ser probablement el primer noi a l'esquerra de la segona fila.

Kenjiro Shoda va néixer en una rica família d'industrials de la prefectura de Gunma. El seu germà gran, Hidesaburo, va ser el pare de Michiko Shoda, esposa de l'emperador (1989-2019) del Japó Akihito.
Shoda va ser escolaritzat a Tòquio, excepte el temps que va estar estudiant a l'Institut de Nagoya. A partir de 1922 va estudiar matemàtiques a la universitat Imperial de Tòquio, en la qual es va graduar el 1925. A continuació va anar a fer estudis doctorals a Alemanya, primer a la universitat de Berlín amb Issai Schur i després a la de Göttingen amb Emmy Noether. El 1929 va retornar al Japó i va obtenir el doctorat a la universitat de Tòquio, dirigit pel seu mestre, el matemàtic Teiji Takagi. També es va dedicar a escriure el seu primer llibre, 抽象代数学 (Àlgebra Abstracta), que es va publicar el 1932 i va tenir un paper fonamental en la difusió d'aquesta disciplina al seu país.
El 1933 va ser nomenat professor de la universitat d'Osaka en la qual va romandre fins a la seva retirada el 1965 i de la qual va ser president des de 1954 fins a 1960. Durant la Segona Guerra Mundial va estar fent alguns estudis sobre l'economia de guerra. Acabada la guerra, el 1946 va ser escollit president de la Societat Matemàtica del Japó, càrrec des del que va col·laborar a la reconstrucció de la comunitat matemàtica japonesa, ten teòrica com organitzativament. Després de retirar-se va continuar sent molt actiu en temes de pedagogia, didàctica i ensenyament: va ser membre de la Comissió Universitària i director de la universitat Musadhi de Tòquio.
A part de les seves tasques organitzatives i administratives, Shoda va fer notables treballs en els camps de l'àlgebra i la teoria de nombres. Va publicar set llibres en japonés i més de quaranta articles en alemany en revistes científiques europees i japoneses.